# Lippincott's Monthly Magazine

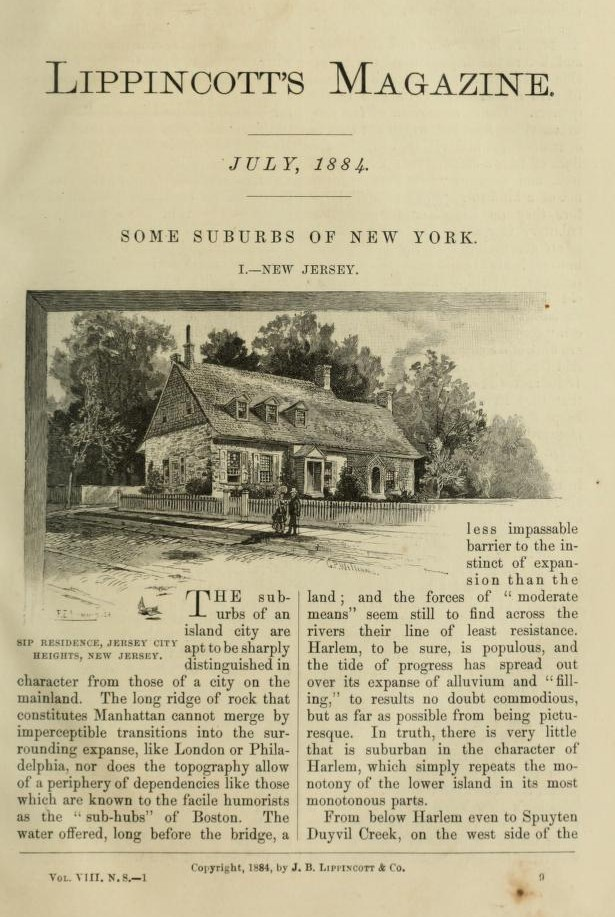
Uma reportagem da Lippincott's Magazine, de julho de 1884, descrevendo a geografia de "Alguns subúrbios de Nova Iorque"

Lippincott's Monthly Magazine é uma revista literária estadunidense fundada no século XIX na cidade da Filadélfia. Foi publicada como Lippincott's Magazine de 1881 a 1885, Lippincott's Magazine of Literature, Science and Education de 1868 a 1871 e Lippincott's magazine of popular literature and science de 1871 a 1885. Em 1915, muda-se para Nova Iorque e passa a se chamar McBride's Magazine. Em 1916, funde-se à Scribner's.
Ao longo de sua história, publicou crítica literária, obras originais, artigos e anúncios. Muitos autores famosos tiveram suas obras publicadas na revista. É o caso de O Retrato de Dorian Gray, de Oscar Wilde, A Luz que se Apaga, de Rudyard Kipling, e O Sinal dos Quatro, de Sir Arthur Conan Doyle.